# Fjære
Fjære  is een plaats en een voormalige gemeente in fylke Agder in het zuiden van Noorwegen Tegenwoordig maakt het dorp deel uit van de gemeente Grimstad. Fjære heeft een stenen kerk uit circa 1150.

## Trivia
De naam Fjære betekent in het Noors letterlijk eb.